# Liste des musées du Norfolk
Cette liste des musées du Norfolk, Angleterre contient des musées qui sont définis dans ce contexte comme des institutions (y compris des organismes sans but lucratif, des entités gouvernementales et des entreprises privées) qui recueillent et soignent des objets d'intérêt culturel, artistique, scientifique ou historique. leurs collections ou expositions connexes disponibles pour la consultation publique. Sont également inclus les galeries d'art à but non lucratif et les galeries d'art universitaires. Les musées virtuels ne sont pas inclus.
Beaucoup de ces musées sont membres de Museums Norfolk (anciennement le Museums in Norfolk Group). Museums Norfolk est l'organisation représentative des musées du comté. Elle compte parmi ses membres des musées appartenant au Service des musées (NMS) du Conseil du comté du Norfolk et des musées indépendants. Les détails de chaque musée membre, les heures d'ouverture et les événements sont donnés sur son site Web

## Musées
| Nom                                              | Image | Ville/City                   | District                     | Type              | Résume |
| ------------------------------------------------ | ----- | ---------------------------- | ---------------------------- | ----------------- | --- |
| 100th Bomb Group Memorial Museum                 |       | Thorpe Abbotts               | South Norfolk                | Militaire         | Histoire du 100th Bomb Group de la RAF Thorpe Abbotts pendant la Seconde Guerre mondiale |
| 389th Memorial Exhibition Museum                 |       | Hethel                       | South Norfolk                | Militaire         | website, historique de la RAF Hethel et du 389th Bombardment Group, ouvert certains jours |
| Ancient House, Thetford                          |       | Thetford                     | Breckland                    | Local             | website, maison du marchand Tudor avec histoire locale et présentoirs d'époque |
| Barton House Railway                             |       | Wroxham                      | Broadland                    | Rail              | Chemin de fer miniature et musée du patrimoine avec des souvenirs et des artefacts du Midland & Great Northern Joint Railway |
| Bishop Bonner's Cottage Museum                   |       | East Dereham                 | Breckland                    | Local             | website, histoire locale, archéologie, géré par la Dereham Antiquarian Society |
| Blickling Hall, Gardens and Park                 |       | Blickling                    | Broadland                    | Maison historique | Exploité par le National Trust, Jemeure seigneuriale jacobine reflétant quatre siècles d'utilisation, musée sur l'utilisation par la RAF Oulton pendant la Seconde Guerre mondiale. |
| Blitz and Pieces                                 |       | Scratby                      | Great Yarmouth               | Militaire         | La vie en Angleterre (le front intérieur) pendant la Seconde Guerre mondiale et la Dad's Army |
| Bressingham Steam & Gardens                      |       | Bressingham                  | South Norfolk                | Technologie       | Moteurs ferroviaires à vapeur, tracteurs et autres véhicules |
| Burston Strike School                            |       | Burston                      | South Norfolk                | Éducation         | Centre de la plus longue grève de l'histoire britannique, entre 1914 et 1939 |
| Caister Castle Motor Museum                      |       | Caister-on-Sea               | Great Yarmouth               | Transport         | Belles et rares voitures, motocyclettes, vélos, véhicules tirés par des chevaux, voitures à pédales et autres articles de collection, anciens, vintage, classiques, de sport ou de tourisme |
| Castle Acre Priory                               |       | Castle Acre                  | King's Lynn and West Norfolk | Religions         | Exploité par l'English Heritage, histoire et vestiges du prieuré médiéval |
| Charles Burrell Museum                           |       | Thetford                     | Breckland                    | Industrie         | Expositions de Charles Burrell & Sons manufactures de moteurs de traction, de machines agricoles, de wagons de camions à vapeur et de moteurs de tramways |
| City of Norwich Aviation Museum                  |       | Horsham St Faith             | Norwich                      | Aviation          | Avions militaires et civils, histoire de l'aviation à Norfolk |
| Clifton House, King's Lynn                       |       | King's Lynn                  | King's Lynn and West Norfolk | Maison historique | website, maison de commerçant avec intérieurs historiques datant du XIIIe au XVIIIe siècle et tour élisabéthaine de cinq étages |
| Collectors World                                 |       | Downham Market               | King's Lynn and West Norfolk | Multiple          | Actuellement fermé, comprend l' expérience Dickens magique avec la période victorienne tableaux de la rue, des photos et de l' équipement de James Lafayette, Aero Museum avec les moteurs d'avion de Rolls Royce et Armstrong Siddeley, chambres sur l' auteur Barbara Cartland, Amiral Horatio Nelson, actrices Liza Goddard, Années 1960, téléphones, charrettes et chariots tirés par des chevaux, souvenirs de l'agriculture et du ménage, ancien magasin de cordonniers et poupées anciennes et insolites |
| Colman's Mustard Shop and Museum                 |       | Norwich                      | Norwich                      | Nourriture        | website, magasin et musée des souvenirs de la Colman's mustard |
| County School Station                            |       | North Elmham                 | Breckland                    | Rail              | Gare et musée d'époque de la seconde guerre mondiale pour le Mid-Norfolk Railway |
| Cromer Museum                                    |       | Cromer                       | North Norfolk                | Local             | website, histoire locale, culture, géologie, affichage de la maison de pêcheur victorienne |
| Custom House, King's Lynn                        |       | King's Lynn                  | King's Lynn and West Norfolk | Maritime          | Expositions sur les marchands, les douaniers et les passeurs de Lynn Horatio Nelson et George Vancouver |
| Dad's Army Museum                                |       | Thetford                     | Breckland                    | Media/Local       | website, expositions sur la Dad's Army et ses liens avec Thetford |
| Denver Windmill                                  |       | Denver                       | King's Lynn and West Norfolk | Mill              | restauré du début du XIXe siècle, actuellement fermé |
| Diss Museum                                      |       | Diss                         | South Norfolk                | Local             | website, histoire locale |
| Elizabethan House Museum                         |       | Great Yarmouth               | Great Yarmouth               | Maison historique | website, reflète différentes périodes de l'ère élisabéthaine à l'ère victorienne |
| Fakenham Museum of Gas and Local History         |       | Fakenham                     | North Norfolk                | Industrie         | website, information, anciennes installations à gaz utilisées dans la fabrication de gaz à partir de charbon, affichages de matériel d'éclairage, de chauffage, de cuisine et domestique fonctionnant au gaz |
| Felbrigg Hall                                    |       | Felbrigg                     | North Norfolk                | Maison historique | Exploité par le National Trust, maison de campagne du XVIIe siècle à l'extérieur jacobéen et à l'intérieur géorgien |
| Fishermen's Heritage Centre                      |       | Sheringham                   | North Norfolk                | Maritime          | website, information, canots de sauvetage privés de Sheringham , y compris Henry Ramey Upcher, les pêcheurs qui les ont affectés et leur vie, Peter Coke Shell Gallery |
| Forncett Industrial Steam Museum                 |       | Forncett                     | South Norfolk                | Technologie       | Collection de gros moteurs à vapeur fixes |
| The Forum                                        |       | Norwich                      | Norwich                      | Art               | Inclut Fusion, une galerie d’écrans numériques pour l’art |
| Great Bircham Windmill                           |       | Great Bircham                | King's Lynn and West Norfolk | Mill              | Moulin à vent du milieu du XIXe siècle |
| Great Yarmouth Row Houses                        |       | Great Yarmouth               | Great Yarmouth               | Maison historique | Exploité par l'English Heritage, les maisons de marchands du début du XVIIe siècle ont ensuite été subdivisées en logements |
| Green Britain Centre                             |       | Swaffham                     | Breckland                    | Écologie          | Énergie verte (y compris énergie solaire et éolienne), options de transport sans pétrole et jardinage biologique |
| Green Quay                                       |       | King's Lynn                  | King's Lynn and West Norfolk | Multiple          | website, environnement et histoire naturelle du Ouse Wash, historique de l'expédition et du commerce |
| Gressenhall Farm and Workhouse                   |       | Gressenhall                  | Breckland                    | Multiple          | website, lieu de travail historique, ferme patrimoniale, expositions sur l'agriculture et la vie rurale, costumes, machines à vapeur, machines agricoles historiques et instruments agricoles |
| Gunton Sawmill                                   |       | Erpingham                    | North Norfolk                | Industriel        | website, scierie préservée en état de fonctionnement appartenant à la Norfolk Windmills Trust, gérée par la Norfolk Industrial Archeology society |
| Harleston Museum                                 |       | Harleston                    | South Norfolk                | Local             | information, histoire locale |
| Holkham Hall                                     |       | Holkham                      | North Norfolk                | Multiple          | Maison de campagne de style palladien du XVIIIe siècle avec intérieurs somptueux, jardins murés, Bygones Museum avec jouets, instruments de ménage, outils agricoles, voitures de collection et locomotives à vapeur, et exposition sur l'histoire de l'agriculture |
| Horsey Windpump                                  |       | Horsey                       | North Norfolk                | Mill              | Exploité par le National Trust, pompe à vent de drainage |
| Houghton Hall                                    |       | Harpley                      | King's Lynn and West Norfolk | Maison historique | Maison de campagne de style palladien du XVIIIe siècle construite pour le premier ministre britannique, Sir Robert Walpole |
| John Jarrold Printing Museum                     |       | Norwich                      | Norwich                      | Histoire          | website, matériel d'impression historique |
| King's Lynn Arts Centre                          |       | King's Lynn                  | King's Lynn and West Norfolk | Art               | website, centre des arts de la scène et des arts visuels avec galeries |
| Letheringsett Watermill                          |       | Letheringsett with Glandford | North Norfolk                | Mill              | Moulin à eau du début du XIXe siècle |
| Lydia Eva                                        |       | Great Yarmouth               | Great Yarmouth               | Maritime          | Dernier bateau-musée du dériveur de hareng à vapeur |
| Lynn Museum                                      |       | King's Lynn                  | King's Lynn and West Norfolk | Local             | website, histoire locale, archéologie, histoire sociale |
| Marshland Maritime Museum                        |       | Clenchwarton                 | King's Lynn and West Norfolk | Militaire         | website, ouvert sur rendez-vous uniquement, souvenirs de la marine |
| Mid-Norfolk Railway                              |       | Dereham                      | Breckland                    | Rail              | Siège et musée du chemin de fer du patrimoine |
| Mo Sheringham Museum                             |       | Sheringham                   | North Norfolk                | Local             | Histoire locale, bateaux de sauvetage, industrie de la pêche |
| Muckleburgh Collection                           |       | Weybourne                    | North Norfolk                | Militaire         | Histoire et souvenirs de la RAF Weybourne, Suffolk et Norfolk Yeomanry, maquettes de navires de guerre et civils, armes, missiles, chars, avions, et autres véhicules militaires |
| Mundesley Maritime Museum                        |       | Mundesley                    | Norwich                      | Local             | website, patrimoine maritime local et histoire sociale |
| Museum of Norwich at the Bridewell               |       | Norwich                      | Norwich                      | Local             | website, industries locales, culture, vie quotidienne |
| Museum of Straw Work and Crafts                  |       | Colby                        | North Norfolk                | Art               | information, articles fabriqués à partir de paille, y compris chariots à maïs , marqueterie , dentelle de paille suisse , tresses , broderies, bijoux |
| Museum of the Broads                             |       | Stalham                      | North Norfolk                | Maritime          | website, bateaux, patrimoine des voies navigables Broadland |
| Nelson Museum                                    |       | Great Yarmouth               | Great Yarmouth               | Militaire         | Vie et histoire navale de l'amiral Horatio Nelson |
| Norfolk Motorcycle Museum                        |       | North Walsham                | North Norfolk                | Transport         | website, motos des années 1920 aux années 1960 |
| Norfolk Tank Museum                              |       | Forncett                     | South Norfolk                | Militaire         | website, militaria de la guerre froide, y compris les chars de combat principaux, les transports de troupes blindés, les armes légères, les souvenirs militaires et les uniformes |
| Norwich Arts Centre                              |       | Norwich                      | Norwich                      | Art               | Centre des arts de la scène avec galeries d'exposition |
| Norwich Castle                                   |       | Norwich                      | Norwich                      | Multiple          | Visites du château, du donjon et des remparts, expositions d'objets d'arts fins et décoratifs (costumes, textiles, bijoux, verre, céramique et argenterie), expositions d'archéologie, d'Égypte antique, d'histoire naturelle, d'artefacts de fabrication anglo-saxonne et viking |
| Norwich Cathedral                                |       | Norwich                      | Norwich                      | Religions         | Centre d'accueil avec des expositions sur la cathédrale et des expositions d'art |
| Old Gaol House & Regalia Rooms                   |       | King's Lynn                  | King's Lynn and West Norfolk | Multiple          | website, poste de police des années 1930, vieilles cellules de prison, trésors de la ville et insignes royaux |
| Oxburgh Hall                                     |       | Oxborough                    | Breckland                    | Maison historique | Exploité par le National Trust, maison de campagne isolée du XVe siècle |
| Peter Coke Shell Gallery                         |       | Sheringham                   | North Norfolk                | Art               | website, sculptures et arrangements formés à partir de coquillages du monde entier, adjacents au Fishermen's Heritage Centre |
| RAF Air Defence Radar Museum                     |       | Horning                      | North Norfolk                | Militaire         | website, situé à RAF Neatishead, historique de la station radar militaire de la Seconde Guerre mondiale et de la guerre froide |
| Red Mount Chapel                                 |       | King's Lynn                  | King's Lynn and West Norfolk | Religions         | website, chapelle médiévale au bord du chemin pour les pèlerins se rendant au sanctuaire de Our Lady of Walsingham |
| RNLI Henry Blogg Museum                          |       | Cromer                       | North Norfolk                | Maritime          | website, les équipages de canots de sauvetage Cromer et leur plus célèbre barreur Henry Blogg |
| Royal Norfolk Regimental Museum                  |       | Norwich                      | Norwich                      | Militaire         | artefacts et souvenirs du régiment |
| Sainsbury Centre for Visual Arts                 |       | Norwich                      | Norwich                      | Art               | Faisant partie de l'University of East Anglia, les collections comprennent l'art moderne, les arts d'Afrique, du Pacifique, des Amériques, d'Asie, d'Égypte, de l'Europe médiévale et de la Méditerranée ancienne, l'art décoratif Art Nouveau, les arts abstrait et constructiviste, l'architecture et le design. |
| Sandringham Estate                               |       | Sandringham                  | King's Lynn and West Norfolk | Maison historique | Résidence privée de la famille royale britannique, comprenant une maison avec meubles de la fin du XIXe siècle, le musée Sandringham avec une collection royale de cadeaux, de véhicules, de céramiques, de photographies et de souvenirs. |
| Seething Control Tower Museum                    |       | Seething                     | South Norfolk                | Militaire         | website, situé à Seething Airfield, histoire du 448th Fighter-Bomber Group à la RAF Seething pendant la Seconde Guerre mondiale |
| Shell Museum                                     |       | Glandford                    | North Norfolk                | Histoire naturel  | website, coquillages, fossiles, œufs d'oiseaux, agate, découvertes archéologiques locales |
| Stow Mill                                        |       | Paston                       | North Norfolk                | Mill              | website, moulin à vent du début du XIXe siècle |
| Stalham Firehouse Museum                         |       | Stalham                      | Norwich                      | Pompier           | website |
| Strangers' Hall                                  |       | Norwich                      | Norwich                      | Maison historique | Chambres d'époque Tudor et Stuart |
| Strumpshaw Hall Steam Museum                     |       | Strumpshaw                   | Broadland                    | Technologie       | Moteurs à vapeur, rouleaux, wagon et moteur de showman |
| Swaffham Museum                                  |       | Swaffham                     | Breckland                    | Local             | website, histoire et culture locales |
| Thursford Collection                             |       | Thursford                    | North Norfolk                | Technologie       | Moteurs à vapeur, orgues et attractions foraines |
| Time and Tide: The Museum of Great Yarmouth Life |       | Great Yarmouth               | Great Yarmouth               | Maritime          | Zone de pêche, la construction navale et d' autres métiers de la mer, le commerce de marchand et de sauvetage, le hareng pêche et durcissement |
| Toad Hole Cottage                                |       | How Hill                     | North Norfolk                | Local             | website, information, domicile et vie professionnelle dans les marais de The Broads au début du XXe siècle |
| The Tolhouse                                     |       | Great Yarmouth               | Great Yarmouth               | Prison            | website, ancienne maison de marchand du XIIe siècle transformée en prison |
| True's Yard Fisherfolk Museum                    |       | King's Lynn                  | King's Lynn and West Norfolk | Maritime          | website, expositions sur la communauté de pêche historique |
| Walsingham Abbey Grounds and Shirehall Museum    |       | Walsingham                   | North Norfolk                | Religions         | website, ruines de l'abbaye médiévale, musée avec expositions sur l'abbaye et histoire locale |
| Whitwell & Reepham Railway Station               |       | Reepham                      | Broadland                    | Rail              | Gare historique en cours de restauration |
| William Marriott Museum                          |       | Holt                         | North Norfolk                | Railw             | artefacts ferroviaires du North Norfolk Railway |
| Wolterton Hall                                   |       | Erpingham                    | North Norfolk                | Maison historique | Maison de campagne et parc géorgiens restaurés |
| Wymondham Heritage Museum                        |       | Wymondham                    | South Norfolk                | Local             | Histoire locale, culture, ancienne prison, commissariat de police et palais de justice |
| Wymondham Station                                |       | Wymondham                    | South Norfolk                | Rail              | Collection de souvenirs de chemin de fer |

## Musées fermés
- Dragon Hall, Norwich, fermé aux visiteurs en 2015[3]
- Iceni Village & Museums, Cockley Cley, reconstruction du type de village occupé par une tribu britannique, les Iceni, fermé en 2014[4]
- Inspire Discovery Centre, Norwich, fermé en 2011[5]
- Litcham Village Museum, Litcham[6]
- Norfolk's Golden Fleece Heritage Museum, Worstead
- Town House Museum, King's Lynn, fermé en 2011[7]
- Yesterday's World, Great Yarmouth, fermé en 2014[8]